# Уида (государство)

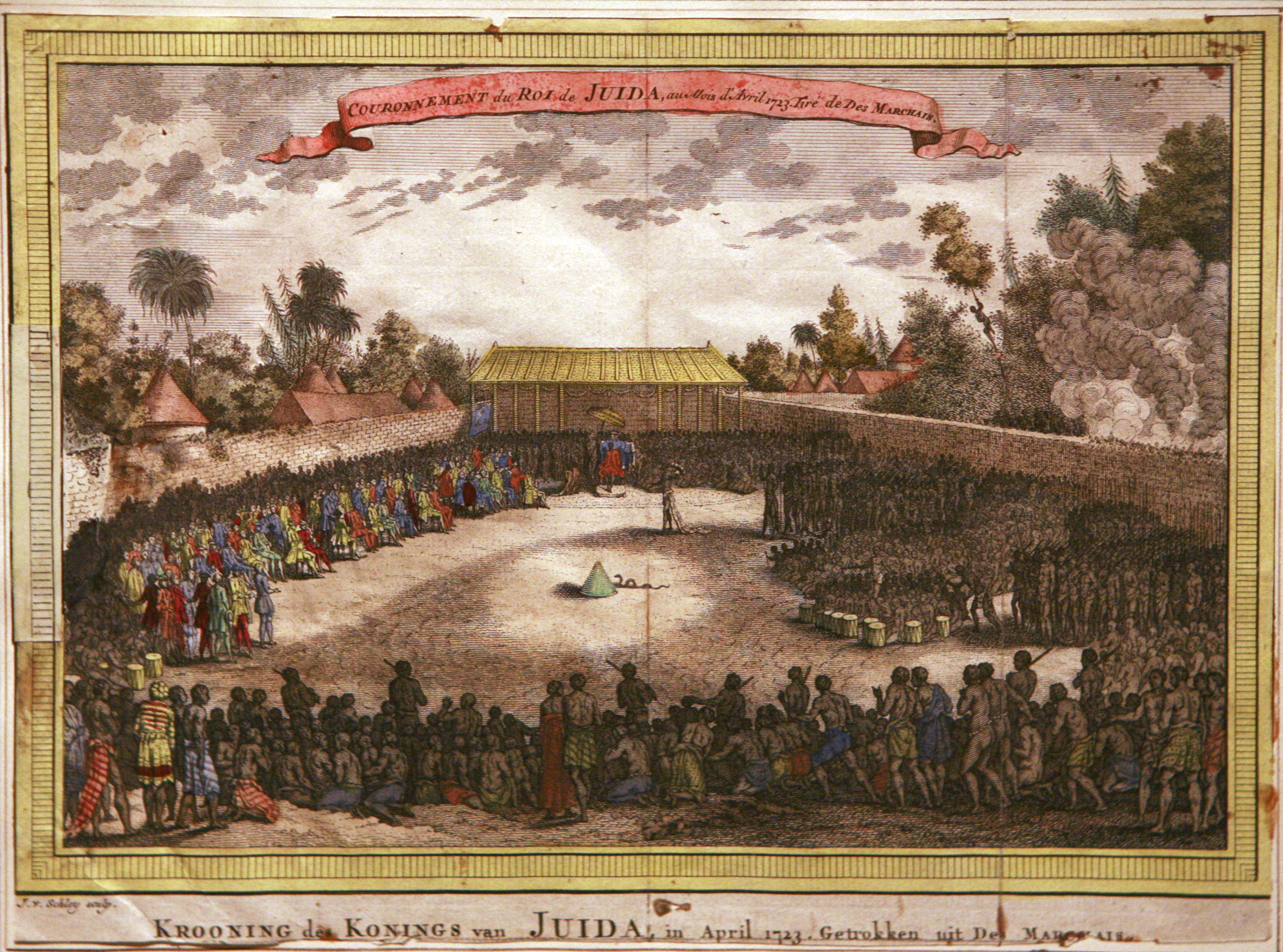
Коронация Короля Уиды, Якоб ван дер Шлей (1715—1779).

Уида (англ. Kingdom of Whydah) — королевство, существовавшее на побережье Гвинейского залива в Западной Африке на территории современного государства Бенин. Между 1677—1681 годами было завоёвано государством народа Акан — Акваму. Было важным центром работорговли. К 1700 году протяжённость береговой линии королевства составляла 16 км, однако уже при короле Хаффоне она была увеличена до 64 км, общая протяжённость составила 40 км.
Последним правителем государства был король Хаффон, столицей — Сави.

## Название
Слово «Уида» является русифицированной формой бенинского Xwéda. Португальцы, впервые посетив западноафриканские земли, расположенные вдоль Гвинейского залива, назвали их «Ажура» (порт. Ajura). Сегодня наименование королевства носит город Уида в Бенине.
Королевство получило такое название так как бо́льшая часть европейских работорговцев жила и работала в порту города Уиды. Также Уидой именуется птица, распространённая на территории Бенина, и ранее являвшийся невольничьим судном пиратский корабль «Чёрного Сэма» Беллами, который при изучении Массачусетса постигло кораблекрушение.

## Жизнь в королевстве
После первого посещения европейцами королевства с 1692—1700 годах, оно стало продавать им несколько тысяч рабов каждый месяц, в основном из внутренних областей Африки. По этой причине королевство считалось «главным рынком» человеческих существ. Когда король продавал европейцам недостаточное количество рабов, он возмещал их дефицит своими женами. Воровство являлось вполне обычным занятием. Каждый человек, проживающий на территории королевства, был обязан платить дань, однако казнокрадство среди сборщиков дани процветало. Несмотря на это, король был довольно таки богатым человеком, он был одет в золото и серебряные украшения, которые в Уиде мало кому были известны. Король пользовался огромным уважением, но, как правило, его никогда не видели, а точнее не должны были видеть по причине того, что он считался бессмертным, принимающим пищу. Цветом королевской семьи являлся красный. Король считался бессмертным, вопреки тому, что все короли умирали от естественных причин. Междуцарствие, длившееся даже несколько дней, всегда сопровождалось грабежом и анархией. Жены являлись изолированными от общества и находились под защитой своих мужей; в самой большой семье насчитывалось более 200 детей. Жители королевства почитали некоторые высокие деревья, море и определенный вид змей. О змеях слагались легенды, они были главными персонажами различных ситуаций; возможно, люди поклонялись им именно потому что они поедали крыс, портящих урожай. Жрецы и жрицы также были в большом почёте, смертная казнь в отношении их не применялась. Король имел в своём распоряжении 200 000 воинов, однако они были «настолько слабы и трусливы», что победить их не составляло большого труда. К сравнению, другие оценки численности этого войска начинаются от 20 000 человек и выше, хотя по интерпретациям того времени считалось, что оно было «ошеломляющих размеров». Сражения обычно выигрывались за счет численного превосходства, а побеждённая сторона, как правило, 
обращалась в бегство.